# Kijevskaja (Moskvas metro)
Kijevskaja metrostation (russisk: Киевская) er en station på Moskvas metro, der ligger på Kijev stationsplads (russisk: Площадь Киевского Вокзала, tr. Plosjtjad Kijevskogo Vokzala) i Dorogomilovo rajon, Vestlige administrative okrug, Moskva. Nabostationerne på Arbatsko-Pokrovskajalinjen er Park Pobedy og Smolenskaja, på Filjovskajalinjen Vystavotjnaja og Smolenskaja, samt Krasnopresnenskaja og Park Kulturij på Koltsevajalinjen.